# 雙斑褶腹喉盤魚
雙斑褶腹喉盤魚（學名：Diplecogaster pectoralis）為輻鰭魚綱喉盤魚目喉盤魚科的其中一種，分布於東大西洋區，包括維德角群島、亞速群島、加那利群島海域，深度1至183公尺，體長可達2.2公分，屬底棲性魚類，棲息在藻類生長的岩石區，生活習性不明。

## 擴展閱讀
維基物種上的相關：雙斑褶腹喉盤魚